# Johnny Laboriel
Johnny Laboriel, właśc. Juan Jose Laboriel (ur. 9 lipca 1942 w Meksyku, zm. 18 września 2013 tamże) – meksykański piosenkarz.